# Philip Ray
Philip Ray (1 de novembro de 1898 – abril de 1978) foi um ator britânico de cinema e televisão. Ele nasceu Roy Edgar Ray.

## Filmografia selecionada[carecede fontes?]
- Old Roses (1935) - Minor Role (uncredited)
- Blue Smoke (1935) - Jan
- Sexton Blake and the Bearded Doctor (1935) - Jim Cameron
- Twelve Good Men (1936) - Higgs
- Find the Lady (1936) - (uncredited)
- Not So Dusty (1936) - Dan Stevens
- Head Office (1936) - Gerrard
- Dark Journey (1937) - Faber
- The Perfect Crime (1937) - Newbold
- Farewell Again (1937) - Moore
- The Man Who Made Diamonds (1937) - Tompkins
- Second Best Bed (1938) - Stanley Hurley
- Mr. Reeder in Room 13 (1938) - Fenner
- Double or Quits (1938) - Hepworth
- It's in the Air (1938) - Airman with Shoe (uncredited)
- The Nursemaid Who Disappeared (1939)
- Wanted by Scotland Yard (1939) - Ben
- Jamaica Inn (1939) - Undetermined Role (uncredited)
- The Door with Seven Locks (1940) - Tom Cawler
- Send for Paul Temple (1946) - Horace Daley
- The October Man (1947) - Stebbins
- Fame Is the Spur (1947) - Doctor (uncredited)
- Miranda (1948) - Fisherman (uncredited)
- The Winslow Boy (1948) - First Speaking Member (uncredited)
- Adam and Evalyn (1949) - Gambler (uncredited)
- No Place for Jennifer (1950) - Mr. Marshall
- Night and the City (1950) - Man (uncredited)
- The Adventurers (1951) - Man in Restaurant
- No Highway in the Sky (1951) - Burroughs (uncredited)
- Emergency Call (1952) - Captain Wilcox
- Derby Day (1952) - 2nd Newspaper Reporter (uncredited)
- The Net (1953) - Sentry (uncredited)
- The Story of Gilbert and Sullivan (1953) - Theatre manager
- The Fake (1953) - Bearded Tramp
- Gilbert Harding Speaking of Murder (1953) - Theatre manager
- Trouble in Store (1953) - Girls' Hostel Caretaker (uncredited)
- Hell Below Zero (1954) - Capt. Petersen
- The Good Die Young (1954) - Promoter (uncredited)
- Before I Wake (1955) - Station master
- Where There's a Will (1955) - Squire Stokes
- Passage Home (1955) - River pilot
- The Extra Day (1956) - John Bliss
- No Road Back (1957) - Garage man
- The Secret Place (1957) - Mr. Venner (uncredited)
- Count Five and Die (1957)
- Dunkirk (1958) - Extra (uncredited)
- A Night to Remember (1958) - Reverend Anderson
- Sapphire (1959) - Mr. Young (uncredited)
- Date at Midnight (1959) - Jenkins
- Sons and Lovers (1960) - Dr. Ansell
- No Love for Johnnie (1961) - M.P - House of Commons Entrance Area (uncredited)
- Backfire! (1962) - Coroner
- In the Doghouse (1962) - Vicar (uncredited)
- Panic (1963) - Jessop
- The Mind Benders (1963) - Father (uncredited)
- Devil Doll (1964) - Uncle Walter (uncredited)
- Dracula: Prince of Darkness (1966) - Priest
- Frankenstein Created Woman (1967) - Mayor
- Doctor Who: The Seeds of Death (1969) - Daniel Eldred